# پائولو کاناوارو
پائولو کاناوارو یک فوتبالیست بازنشسته حرفه ای ایتالیایی است که به عنوان مدافع عقب بازی می‌کرد. وی پس از شروع کار خود با ناپولی، در سال ۱۹۹۹به پارما نقل مکان کرد و در کنار برادر بزرگتر خود فابیو بازی کرد. پائولو علاوه برفتح جام با ورونا در طول فصل 2001-2002، به مدت هفت فصل در این باشگاه ماند و به باشگاه کمک کرد تا به نیمه نهایی جام یوفا در سال 2005 برسد. وی در سال 2006، او به ناپولی بازگشت، جایی که در نهایت به عنوان کاپیتان این باشگاه انتخاب شد و در احیای این باشگاه نیز سهم داشت. وی در این فصل به تیم کمک کرد تا در سری اول موقعیت بهتری کسب کند و متعاقباً از جایگاه خودش برای کمک به صعود تیمش به جام یوفا استفاده کرد. او با تیمش در سال ۲۰۰۸و در سال ۲۰۱۱در لیگ قهرمانان اروپا چند امتیاز کسب کرد اما در سال ۲۰۱۲ کاپا ایتالیا را بدست آورید این اولین عنوان این باشگاه در طی ۲۰سال اخیر است. وی پس از هشت فصل با ناپولی، در سال ۲۰۱۴به ساسولو رفت و در آنجا تا زمان بازنشستگی در سال ۲۰۱۷باقی ماند. وی پس از نتیجه‌گیری در فوتبال حرفه ای خود، به عنوان عضوی از کادر مربیگری تیم به برادر خود در گوانگژو چین پیوست.

## بازی‌های باشگاهی

### در آغاز کار
کاناوارو اولین بازی حرفه‌ای خود در فصل ۱۹۹۹–۱۹۹۸ و زمانی که ۱۷ ساله بود، برای تیم زادگاهش، ناپولی در سری ب انجام داد، فصل بعد با پارما قراردادی امضا کرد و در اولین فصل حضورش در آن باشگاه در کنار برادر بزرگترش فابیو کاناوارو بازی کرد. اولین بازی پائولو برای پارما مقابل تیم لچه بود. در آن بازی که با پیروزی ۴–۱ پارما به‌پایان رسید کاناوارو با برادرش تعویض شد.

### پارما و ورونا
کاناوارو طی فصل ۲۰۰۱–۲۰۰۲ به صورت قرضی برای ورونا بازی کرد. او برای این باشگاه ۲۵ بار گلزنی کرد و اولین گل حرفه ای خود را هم آن‌جا به ثمر رساند. سال بعد به پارما بازگشت و در آنجا برای دو فصل بیشتر اوقات به‌عنوان بازیکن ذخیره نیمکت‌نشین بود. در فصل بعدی کاناوارو برای پارما ۲۴ بازی انجام داد، ۴ گل به ثمر رساند و تیم را یاری کرد تا به مرحلهٔ نیمه‌نهایی جام یوفا در فصل ۲۰۰۵–۲۰۰۴ برسد.

### ناپولی

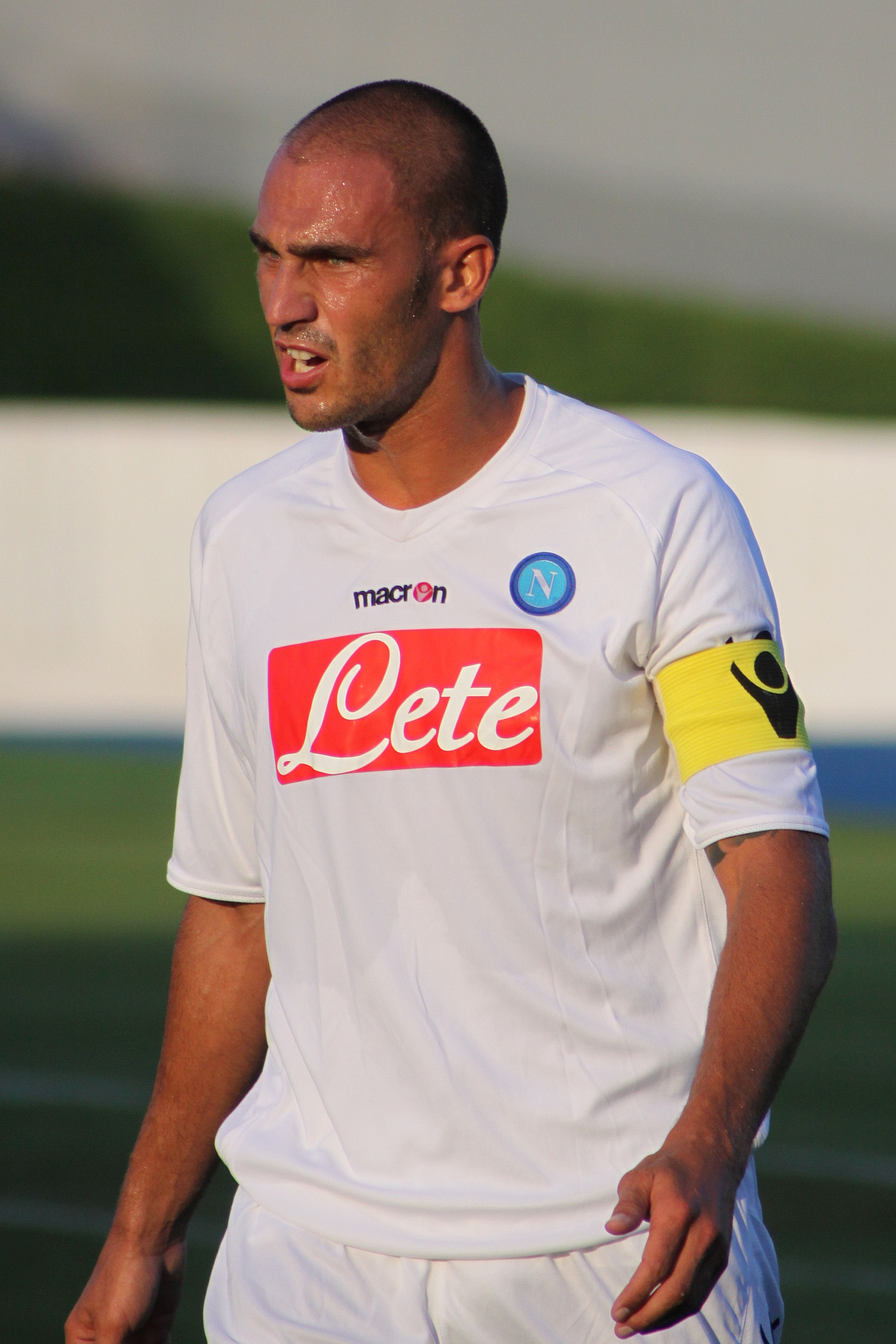
کاناوارو با ناپولی در سال ۲۰۰۹

## بازی‌های ملی
کاناوارو بین سال‌های ۲۰۰۲ تا ۲۰۰۴ در ۱۸ بازی برای تیم ملی فوتبال زیر ۲۱ سال ایتالیا حضور داشت و در سال ۲۰۰۲ در مسابقات قهرمانی زیر ۲۱ سال اروپا، به همراه آن تیم تا مرحلهٔ نیمه‌نهایی صعود کرد.